# 平川仲五郎
平川 仲五郎（ひらかわ なかごろう、1888年（明治21年）7月10日 - 1987年（昭和62年）5月30日）は、教育者。東京物理学校（現在の東京理科大学）の第5代校長。東京理科大学第2代理事長。

## 経歴
静岡県出身。1908年（明治41年）、東京物理学校（のちの東京理科大学）全科卒業。1913年（大正2年）東北帝国大学理科大学特待学生選定。1915年（大正4年）東北帝国大学理科大学数学科卒業、東北学院勤務。1919年（大正8年）日本大学中学校講師。1921年（大正10年）東京慈恵会医科大学予科教授。1945年（昭和20年）東京物理学校第5代校長就任。1951年（昭和26年）理窓会理事長就任。1953年（昭和28年）東京理科大学2代理事長就任。1987年（昭和62年） 逝去。
戦時中も平川仲五郎が一人授業を続けていたことは語り継がれている。また、東京理科大学の歴史の中で母校出身の校長は平川一人である。

## 著書
- 『初等解析幾何及ぐらふ学び方考へ方解き方講』考へ方研究社、1925年。
- 『統一づけられたる代数の学習と解法の正しき途』中文館書店 、1943年。